# 我慢 (曲)
「我慢」（がまん）は、日本のバンド東京事変による楽曲。楽曲は東京事変のメンバー伊澤一葉と椎名林檎の二人によって制作されており、プロデュースを東京事変が行っている。この楽曲「我慢」はバンドが2009年12月にフィジカル・リリースしたシングル「能動的三分間」にカップリングとして収められている。「東西対決」というインスピレーションを元に"我慢"というテーマでこの楽曲は制作されており、また楽曲の大きな特徴のひとつとして、歌詞は関西弁によって歌われている。
楽曲はオルタナティヴ・ロックサウンドを基調とする音楽性を持ち、曲の途中でピアノを主体としたラテン音楽風のサウンドに転調し、またオルタナティヴサウンドに戻るという構成となっている。この楽曲に関し、多くの批評家は関西弁で歌われた歌詞について言及している。

## 楽曲制作とインスピレーション
「我慢」は東京事変が2010年に発表した4作目のスタジオ・アルバム『スポーツ』のためにバンドのキーボーディスト伊澤一葉によって書かれた楽曲である。伊澤はこの時予め初期のうちに決められていた次のアルバムのテーマ"スポーツ"を念頭に置き、楽曲を制作した。オフィシャル・インタビューの中で、伊澤はこの点について更に
"あとは、やっぱり事変でやるっていうことを意識しましたね。個性とか、テーマがそれぞれ違う5人でやること、それが混ざっていくことを前提に作っていた。この曲もそうだし、"
と付け加えている。曲の制作は、伊澤と椎名による電話でのやりとりによって進行し、伊澤による「東西対決」というインスピレーションからきた「関西弁」という縛りの元、椎名によって歌詞が書かれている。椎名は伊澤から渡されたデモテープを聴き込み、そこから曲の核心に迫り「軋轢」や「忍耐」というキーワードを連想、また展開する曲の印象から作曲者の意図を汲む形で「我慢」の詞を書いていった。楽曲の作曲者である伊澤は椎名によって曲の意図を汲み書かれた歌詞に対し、オフィシャル・インタビューの中で"ホントにありがたいですね。感動したよ。多分この歌詞は今回のベストかも（笑）"と語っている。この楽曲の制作時期は2008年の12月頃で、翌年1月頃に完成した。楽曲はシングル盤とデジタル・シングルの「能動的三分間」にカップリングとして収録されている。

## 音楽性と歌詞
「我慢」はバンドのメンバー伊澤一葉と椎名林檎によって制作されており、伊澤が作曲、椎名が作詞を行っている。また、編曲はバンドメンバーによって行われている。更に「能動的三分間」のシングル盤によれば、この楽曲のBPMは128で、曲はリッスン・ジャパンによれば"オルタナティヴなギターが炸裂するナンバー"となっている。また、この楽曲は曲の途中で転調し、ピアノを主旋律としたラテン音楽風のメロディーに変化している。更にそのメロディーから再びオルタナティヴサウンドに戻るという構成となっている。リッスン・ジャパンはこの部分について更に突っ込んで"ブラジル音楽っぽい展開"だと指摘、言及した。
歌詞は「怒り」と「我慢」という2つのテーマについて歌われている。また、この楽曲の最大の特徴でもある歌詞は全篇にわたって関西弁で構成されている。関西弁のアイデアは楽曲の作曲者である伊澤一葉が思いつき椎名に依頼したもので、伊澤はオフィシャル・インタビューの中で、"林檎ちゃんが関西弁で歌ってるところがすごく聴きたくて。絶対かわいいだろうなと思ったんです。それと、メロディが変わってるんで、絶対、林檎ちゃんしか歌えないような曲だと思ったし。"と依頼の経緯とその理由について語っている。

## 評価
「我慢」は複数の批評家から標準的なレビューを受けている。『ロッキン・オン』の小池宏和は、"ファンキーな曲だが、我慢する人のメンタリティがどれだけ混沌／殺伐としているか、をリアルな手応えで伝える歌だ。"とコメントした。リッスン・ジャパンの批評家青雪吉木は歌詞について、"関西弁の歌詞だが、悪態をつくのが軽快なAメロで、轟音ギターと同時に叫ぶサビでは、むしろ自分を抑える反語的で凝った構成も素晴らしい。"とコメントし、批評した。『WHAT's IN?』の批評家柳沢幹夫は楽曲を"激流のような展開"と表し、「強烈」だと語っている。

## クレジット
- 作曲：伊澤一葉
- 作詞：椎名林檎
- 編曲：東京事変
- プロデュース：高木亮、東京事変
- 録音、機械操作：井上雨迩
- マスタリング：宮本茂男
- ボーカル：椎名林檎
- キーボード：伊澤一葉
- ギター：浮雲
- ベース：亀田誠治
- ドラム：刄田綴色